# Desmodium abyssinicum
Desmodium abyssinicum là một loài thực vật có hoa trong họ Đậu. Loài này được (Hoffmanns.) DC. miêu tả khoa học đầu tiên năm 1825.